# Contea di Greene (New York)
La contea di Greene (in inglese Green County) è una contea del sud-est dello Stato di New York negli Stati Uniti. Il capoluogo è Catskill.

## Geografia fisica
La contea si trova nel centro-est dello Stato e il confine orientale è formato dal fiume Hudson. L'area nord-orientale e orientale è prevalentemente pianeggiante, il resto del territorio è montuoso e vi si elavano i rilievi dei monti Catskill. L'area sud-occidentale rientra nel Catskill Park ed è in quest'area che il territorio raggiunge la massima elevazione con la Hunter Mountain di 1 234 metri nei monti Adirondack. Lo Schoharie Creek ha origine in quest'area montuosa e scorre verso nord-ovest verso la valle del fiume Mohawk. Il principale affluente dell'Hudson che scorre nella contea è il Catskill Creek. Nella contea si trovano inoltre diverse cascate.

### Contee confinanti
- Contea di Albany - nord
- Contea di Rensselaer - nord-est
- Contea di Columbia - est
- Contea di Ulster - sud
- Contea di Delaware - ovest
- Contea di Schoharie - nord-ovest

## Storia
Henry Hudson, risalendo il fiume che da lui prese il nome, sostò nei pressi dell'attuale Catskill Village. Nel 1650 fu costruito il primo insediamento europeo alla foce del Catskill Creek nell'Hudson. I primi coloni europei della regione furono gli olandesi.
Quando furono istituite le 12 contee della Provincia di New York nel 1683 il territorio dell'attuale contea era diviso tra le contee di Albany e di Ulster.
La regione era probabilmente abitata da nativi Mohicani prima dell'arrivo dei coloni europei. La contea di Greene fu istituita nel 1800 e fu chiamata così in onore del generale dell'esercito Nathanael Greene.

## Comuni
| - Ashland - town - Athens - town - Cairo - town - Catskill - town - Coxsackie - town - Durham - town - Greenville - town - Halcott - town | - Hunter - town - Jewett - town - Leeds - cdp - Lexington - town - New Baltimore - town - Prattsville - town - Palenville - cdp - Tannersville - village - Windham - town |